# Беркарарлыкский этрап
Беркарарлык (туркм. Berkararlyk; в переводе на русский — «Могущество») или Беркарарлыкский этрап (туркм. Berkararlyk etraby) — один из четырёх этрапов Ашхабада. Создан в 2013 году.

## История
Беркарарлыкский этрап был образован в связи с постановлением Меджлиса Туркменистана № 405-IV от 24 мая 2013 года. В результате слияния Азатлыкского и Советского этрапов. 7 июля 2020 года хякимом этрапа назначен Атаев Тойлы Алладурдыевич.

## Описание
Беркарарлыкский этрап расположен в восточной части столицы Туркменистана города Ашхабада. Площадь этрапа составляет 7500 га.